# Súng tự động

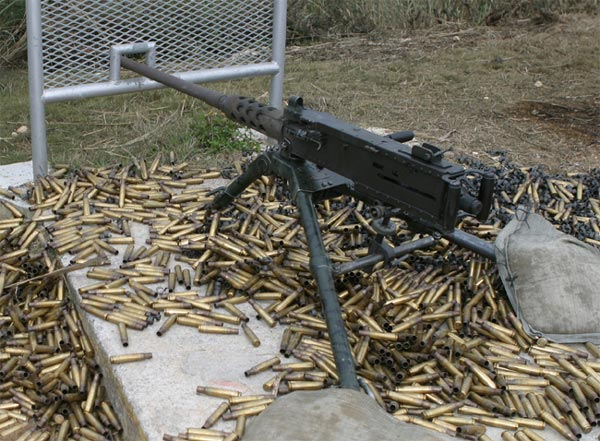
Súng máy Browning M2

Súng tự động là loại súng có cơ cấu trích một phần năng lượng khi bắn đẩy vỏ đạn đã sử dụng ra ngoài, và nạp một viên đạn mới. Thuật ngữ này có thể dùng để chỉ các loại súng bán tự động, chỉ bắn một viên mỗi lần bóp cò, hay các loại súng hoàn toàn tự động, tiếp tục nạp đạn và bắn khi cò súng (hay một thiết bị kích hoạt nào khác) vẫn còn bị giữ hay đến khi hết đạn. Nghĩa được sử dụng của thuật ngữ vì thế tuỳ theo từng tình huống. "Súng lục tự động" hay "súng săn tự động" thường để chỉ một mẫu súng bán tự động, trong khi "súng trường tự động" lại thường mang nghĩa các kiểu súng hoàn toàn tự động hay một kiểu súng có thiết kế lựa chọn giữa bán tự động và tự động.
Tại đa số các quốc gia, thông thường chỉ nhân viên quân đội và cảnh sát được sử dụng các loại vũ khí hoàn toàn tự động. Tại Hoa Kỳ, súng máy đăng ký sau năm 1986 đã bị loại khỏi thị trường công cộng sau Luật bảo vệ người sở hữu vũ khí năm 1986. Xem Chính trị súng ống để biết thêm chi tiết.
Các loại vũ khí hoàn toàn tự động được đề cập trong các bài sau:
- Súng máy
  - Súng máy đa năng
  - Súng máy hạng nặng
  - Súng máy hạng nhẹ
  - Súng máy hạng trung
- Súng tiểu liên
- Súng trường tấn công
- Súng ngắn liên thanh

Các thiết kế tương tự nhưng thường không được xếp hạng là súng tự động gồm:
- Pháo tự động, thường có đường kính nòng hơn 20 mm và vì thế được coi là pháo chứ không phải vũ khí nhỏ.
- Các kiểu Súng đa nòng, súng nòng xoay thường sử dụng năng lượng bên ngoài để có được tỷ lệ bắn cao hơn so với súng tự động.

## Bằng sáng chế
- Bằng sáng chế Hoa Kỳ số 1.227.897 — Súng tự động